# یاکو نیمرودی
یاکو نیمرودی (به عبری: יעקב נמרודי) (در ایران مشهور به یعقوب نیمرودی) (۱ ژوئن ۱۹۲۶ بغداد – ۲۱ اوت ۲۰۲۳) دلال اسلحه، افسر سابق موساد در ایران و مالک روزنامه اسرائیلی معاریو بود. وی یکی از دلالان فروش اسلحه به ایران در طی ماجرای ایران-کنترا بوده‌است.

## زندگی شخصی
وی در زمان کودکی همراه خانواده خود از عراق به فلسطین مهاجرت و فرار کرده‌است. وی بعد از گذراندن دوران کودکی سخت در اسرائیل، شروع به فعالیت سیاسی در سازمان جاسوسی و ارتش اسرائیل نمود. وی بعد از جدا شدن از ارتش اسرائیل مجدداً همراه خانواده خود به تهران نقل مکان نمود. با سقوط حکومت پهلوی و وقوع انقلاب ایران، وی مجدداً به اسرائیل بازگشت. وی فعالیتهای اقتصادی خود را که از زمان حضور در ارتش اسرائیل آنها را آغاز کرده بود، در تل‌آویو ادامه داد و در سال ۱۹۸۸ توانست ثروتی بالغ بر ۴۸ میلیون دلار را در بانکهای اسرائیل از آن خود کند.
وی دارای یک پسر به نام آفر (متولد ۱۹۵۷ در تهران) و ۳ دختر می‌باشد.

## فعالیتهای اقتصادی
وی فعالیتهای اقتصادی خود را از زمان حضور در نیروهای دفاعی اسرائیل آغاز کرد. وی شخصی بود که به عنوان واسطه فروش سلاح یوزی (تقریبی ۴۵۰۰۰ قبضه) بین دولت اسرائیل و دولت ایران ایفای نقش کرد.
بعد از خروج از ایران، وی فعالیتهای تجاری‌اش را در تل‌آویو ادامه داد. وی در سال ۱۹۸۸ میلادی، بالغ بر ۴۸ میلیون دلار ثروت داشت. یاکو نیمرودی سپس اقدام به خرید یک شرکت ساختمانی به نام «شرکت توسعه زمین‌های اسرائیل» از صندوق ملی یهود و بانک لومی کرد. او «شرکت توسعه زمین‌های اسرائیل» را به مبلغ ۲۶ میلیون دلار خریداری کرد. شرکت مذکور دارای املاک مرغوبی در قدس، تل‌آویو، یافو، ریشون لتسیون و بئرشبع بود.
وی در سال ۱۹۹۲ موفق شد کلیه سهام روزنامه معاریو را خریداری نماید.

## فعالیتهای سیاسی
وی در سال ۱۹۴۸ به سازمان جاسوسی اسرائیل پیوست و متعاقباً در موساد شروع به فعالیت نمود. وی در سال ۱۹۵۶ به نیروهای دفاعی اسرائیل پیوست. وی به مدت دو دهه و قبل از انقلاب ۱۳۵۷ در ایران خدمت می‌کرده‌است. نیمرودی موثرترین و مهم‌ترین شخص حاضر از جانب اسرائیل در دولت وقت ایران بوده‌است. وی یکی از سیاستمدارانی بوده که سهم زیادی در فروش اسلحه و تجهیزات نظامی به دولت ایران در دهه ۶۰ میلادی و در زمان حکومت پهلوی داشته‌است و به عنوان آتاشه نظامی اسرائیل در ایران فعالیت می‌کرد.
وی در ۲۴ اکتبر ۱۹۸۱ و در یکی از اولین معاملات تسلیحاتی ایران و اسرائیل در جنگ ایران و عراق، نقش محوری در معامله تسلیحاتی داشت. ارزش مالی محموله سلاح فروخته شده که مشتمل بر چندین نوع موشک بوده، بالغ بر ۱۳۵٬۸۴۲٬۰۰۰ دلار بوده‌است.
در سال ۱۹۸۲ نیمرودی از جمله شرکت کنندگان در یک قسمت از برنامه پانوراما در مورد ایران در بی‌بی‌سی بود که در آن او اروپا و آمریکا را متهم کرد که ایران را فراموش کرده‌اند، و خواهان کودتایی با حمایت غرب برای سرنگونی «این رژیم» شد که به اعتقاد او کار آسانی نبود ولی هنوز دیر نشده بود. تبعیدیان ایرانی مرتبط با رضا پهلوی پسر شاه سابق ایران که در پی یاری اسرائیل برای انجام یک کودتا بودند با نیمرودی تماس گرفتند. نیمرودی نیز با آریل شارون که دوست نزدیکش بود این طرح را در میان گذاشت و او نیز از این ایده حمایت کرد ولی از سوی حکومت اسرائیل رد شد.
در زمان وقوع ماجرای ایران-کنترا در سال ۱۹۸۵ آمریکا به پیشنهاد اسرائیل به ایران سلاح‌های اسرائیلی فرستاد و نیمرودی از چهره‌های اصلی اسرائیلی درگیر در آن بود. چندین ملاقات با الیور نورث، رابرت مک‌فارلین، منوچهر قربانی‌فر و دیوید کیمچ انجام داده‌است. نیمرودی دربارهٔ این سلاح‌های ارسالی گفت: «ما کار درست را انجام دادیم، ما ایران را به آمریکا آوردیم، باور کنید، ما آوردیم شان.»